# 서현덕
서현덕(1991년 5월 9일 ~ )은 대한민국의 삼성생명 소속 탁구 선수이다. 2013년 한국 부산 아시아 선수권대회에서 단체전 동메달을 획득하였다.

## 학력
- 오정초등학교
- 내동중학교
- 중원고등학교

## 기타메달
- 2013.10 중국천진 동아시안게임 혼합복식 은메달(서현덕,양하은)
- 2013.10 중국천진 동아시안게임 단체 은메달(서현덕,정영식,주세혁,이상수,조언래)